# Copie de fichier
Dans le domaine de la gestion des fichiers informatiques, la copie de fichier consiste à créer un fichier ayant exactement le même contenu qu'un autre.

## Méthodes

### Logicielsintégrés auxOS

#### Commandesinternes
- cp est la commande Unix pour copier les fichiers;
- pour copier des fichiers sous DOS et Windows on utilise la commande copy, la commande xcopy copie aussi les dossiers;

#### Logiciel enmode graphique
- Explorateur Windows

### Langages de programmation

#### Fonction
- Dans la plupart des logiciels graphiques de gestion de fichiers, la fonction de copier-coller permet de copier un ou plusieurs fichiers;